# Гамарня (Хмельницкая область)
Гамарня (укр. Гамарня) — село в Дунаевецком районе Хмельницкой области Украины.
Население по переписи 2001 года составляло 5 человек. Почтовый индекс — 32434. Телефонный код — 3858. Занимает площадь 0,212 км². Код КОАТУУ — 6821886802.
Упадок Гамарни начался в 1980-е годы, чему способствовал отток молодёжи в соседние сёла и города. По состоянию на 2022 год село полностью вымерло, однако по-прежнему остаётся на карте ввиду наличия наследников в зарегистрированных домохозяйствах.

## Местный совет
32434, Хмельницкая обл., Дунаевецкий р-н, с. Морозов, ул. Калинина, 2